# کارل ای والتس
کارل ای والتس (به انگلیسی: Carl Erwin Walz) فضانورد اهل کشور ایالات متحده آمریکا است که در ۶ سپتامبر ۱۹۵۵ میلادی در کلیولند، اوهایو زاده شد.
وی در مأموریت اس‌تی‌اس-۵۱، اس‌تی‌اس-۶۵، اس‌تی‌اس-۷۹، اس‌تی‌اس-۱۰۸، اکسپدییشن ۴، اس‌تی‌اس-۱۱۱ حضور داشته است.